# Gaoseng zhuan
Die Gaoseng zhuan (chinesisch 高僧传, Pinyin Gāosēng zhuàn – „Biographien berühmter Mönche“) von Huijiao sind eine Sammlung von Biografien buddhistischer Mönche in China aus dem Jahr 519. Sie reichen von der Einführung des Buddhismus in China bis in die Nördliche Wei-Dynastie.
Der erste Teil wurde von Robert Shih (1968) ins Französische übersetzt.